# Castell de Terrassola
El Castell de Terrassola és un castell situat al curs mitjà de la ribera Salada al municipi de Lladurs (Solsonès) a una altitud de 646 msnm.
La primera notícia d'aquest castell es té de l'any 992. Les restes visibles actuals són de la baixa edat mitjana. El cens de Pere el Cerimoniós del 1359 cita donzell Francesc sa Torra com propietari. La major part del conjunt és resultat de les reformes que van tenir lloc durant els segles XVI-XVII. Se sap que a mitjans del segle xvii el senyor de Terrassola, Josep Mas, encarregà unes reformes a un mestre d'obres de Solsona per un import de 25 lliures barceloneses. Era habitat fins al primer terç del segle xx. Les dures condicions de vida van fer que els darrers masovers marxessin i el conjunt (el castell junt amb la casa del Castellet i el mas anomenat del Forn) es degradés ràpidament.